# إدواردو سافرين
إدواردو لويز سافرين (بالبرتغالية: Eduardo Saverin) مواليد 19 مارس 1982 في البرازيل، رجل أعمال، رائد أعمال انترنت ومبرمج برازيلي ومن أوائل مستثمري فيس بوك. كما يعدّ أحد المؤسسين الخمسة لشبكة التواصل الاجتماعية فيس بوك مع زوكربيرغ، وداستن موسكوفيتز، وكريس هيوز وأندرو ماكولوم. وصلت عدد أسهمه في شركة فيس بوك في عام 2015 إلى ما بقرب من 53 مليون سهم (تقريبا 0.4% من جمله الأسهم الخارجية المعروضه للبيع).
وفقا لمجلة فوربس وصلت صافي ثروته إلى حوالي 7.2 مليار دولار، كما إستثمر في شركات جديدة مثل كيو ويكي (Qwiki) وجوميو (jumio: بمعنى أنت باللغة الليتوانية).
في حركة منه للهروب من ضرائب الولايات المتحدة المتراكمه قدم سافرين طلبا للتنازل عن الجنسية الأمريكية، وتنازل عنها في شهر سبتمبر من عام 2011. علَّق سافرين على تنازله عن الجنسية بأنه مهتم بالعمل والعيش في سنغافورة حيث كان يعيش هناك منذ عام 2009. وبذلك تهرب سافرين من ضرائب قدرت بحوالي 700 مليون دولار. الأمر الذي جذب انتباه وسائل الإعلام وأصحاب نظريات المؤامرة. مما جعل سافرين يؤكد أن سبب تنازله عن الجنسية لم يكن بسبب الضرائب وإنما بسبب عشقه لنمط الحياة السنغافوري.

## السيرة الذاتية

### العائلة
ولد إدوارد سافرين في مدينة ساو باولو البرازيلية يوم 19 مارس عام 1982 لعائلة يهودية ميسورة، إنتقلت عائلته فيما بعد إلى ريو دي جانيرو. كان والده، روبرتو سافرين رجل أعمال ومستثمر في مختلف المجالات مثل الملابس، الشحن، العقارات. بينما كانت زوجته بولا طبيبة نفسية ولديها إثنين من الأشقاء. أما جده من ناحية الأب إيجرنو سافرين فكان من رومانيا وهو مؤسس سلسلة ملابس الأطفال تيب توب (Tip Top). في عام 1993، هاجرت عائلته إلى الولايات المتحدة وإستقرت في ميامي.

### التعليم
إلتحق سافرين بمدرسة جاليفر الإعدادية بميامي، ثم إلتحق بجامعة هارفرد. أقام فيها في منزل إليوث (كلية هارفرد). أصبح إدوارد عضوا في نادي فونكس إس كيه، تزامنا مع كونه رئيسا لمنظمة هارفرد للإستثمار. قبل تخرجة من هارفرد، استفاد سافرين من ميزه التداول الداخلي بين البرازيل والولايات المتحدة ونجح في كسب ما يقرب من 300,00 دولار بعد إستثماره في صناعه البترول. في عام 2006، تخرج إدوارد من الجامعة بعد حصوله على درجة بكالوريوس الإقتصاد، كما انضم سافرين إلى أخويه ألفا إيبسون فاي.

### الحياة العملية

#### فيس بوك
عندما كان سافرين في سنته الأولى في جامعة هارفرد قابل سافرين زميل له في سنته الثانية يدعى مارك زوكربيرج. لاحظ الثنائي عدم اهتمام شريحة كبيرة من تلاميذ الجامعة بمواقع التواصل الإجتماعي، قررا بعدها في عام 2004 البدء في إنشاء موقع تواصل اجتماعي أسموه «ذا فيس بوك» (تم تغيير الاسم بعد ذلك ليصبح فيس بوك بعد اقتراح شون باركر). كمؤسس مساعد، إهتم سافرين بالجانب المالي للمشروع وإدارة الأعمال.
في 15 مايو 2012، إستقبل مكتب الأعمال الداخلي رسالة إليكترونية من مارك زوكربيرج يعفي فيها سافرين من منصبه طاردا له من الشركة. لتبدأ معركة قانونية بين محاميين موقع فيس بوك ومحامين سافرين. انهى المحاميين النزاع قبل وصولها إلى المحكمة. لم يتم الإعلان عن شروط التسوية أو المبلغ الذي تقاضاه سافرين بعد سنوات عمله في الشركة، ولم يتحدث سافرين عن التسوية في وسائل الإعلام بسبب توقيعه على إتفاقية توجب بسرية التسوية.

#### ما بعد فيس بوك
في عام 2016، أعلنت منظمة سافرين عن نجاحها في إتمام إتفاقية في آسيا بمبلغ 140 مليون دولار، شملت الإتفاقية على 30 مليون دولار للتجارة في مناطق لوجستية لتجاره عربات النينجا.

#### أيورتا
أسس كلا من إدوارد سافرين ورجل الأعمال المكسيكي ألدو ألفرينز شركة أيورتا عام 2010، وهي عبارة عن موقع اجتماعي للأعمال الخيرية.

## الإعلام
صدر فيلم الشبكة الإجتماعية «ذا سوشيال نت ورك» عام 2010 من إخراج ديفيد فينشر والذي تناول العلاقة بين زوكربيرغ وسافرين ومشكلتهم القضائية. قام فيها الممثل جيسي آيزينبيرغ بتجسيد دور مارك زوكربيرج، بينما قام الممثل أندرو غارفيلد بتجسيد شخصية سافرين.
عارض سافرين الفيلم وعلق ناقضا الفيلم بالرغم من حصوله على ترشيح لجائزة غولدن غلوب لأفضل ممثل مساعد - فيلم. وجائزة البافتا لأفضل ممثل في دور ثانوي.

## الحياة الشخصية
قابل سافرين إلين أندريجانسن إمراة صينية إندونيسية تعلمت في مدرسة رافلن للبنات. تنحدر من عائله معروفة بإسهاماتها العديده في مختلف الأعمال في اندونسيا.
أعلن الثنائي عن خطوبتها في 27 مارس 2014، وتزوجوا في 25 يوليو 2015 في الريفييرا الفرنسية.

## تخلية عن الجنسية
يعيش سافرين في سنغافورة منذ عام 2009. في عام 1998، حصل سافرين على الجنسية الأمريكية، وتخلى عنها في عام 2011. معلنا عن اهتمامه بالعمل في سنغافورة وعشقة لمنط العيشة بها. وبذلك قام بتخفيض الضرائب على أسهم حصصه في شركة فيس بوك. قامت صحيفة ذا وول ستريت بتقدير ما وفره سافرين بعد تخيله عن الجنسية ووصل التقدير إلى حوالي 700 مليون دولار.

## وصلات خارجية
- الصفحة الشخصية لإدواردو سافرين على مجلة فوربس.
- حوار مع إدواردو سافرين
- لقاء مع إدواردو سافريرن في إحدى المؤتمرات.
- قصة إنشاء الفيسبوك- مارك زوكربيرج.
- مشهد غضب سافرين على زوكربيرج من فيلم الشبكة الاجتماعية.
- أعمال إدواردو سافرين